# Курин, Виктор Николаевич
Виктор Николаевич Курин (укр. Віктор Миколайович Курін; 24 февраля 1934, Свердловск, УССР — 13 мая 2005, Киев) — украинский и молдавский оперный певец (баритон). Народный артист Украины (2000). Народный артист Молдавской ССР (1974). Профессор Национальной музыкальной академии Украины им. П. И. Чайковского.

## Биография
Окончил вокальный факультет Киевской государственной консерватории им. П. И. Чайковского в 1964 г. (класс Д. Г. Евтушенко). Лауреат конкурсов вокалистов: всеукраинского имени Н. Лысенко (1962, Киев — 1 премия) и всесоюзного имени М. И. Глинки (1962, Москва - 4 премия).
- В 1954—1965 гг. — солист Ансамбля песни и танца Киевского военного округа.
- В 1964 году удостоен звания Заслуженный артист Украинской ССР.
- В 1965—1975 гг. — солист Молдавского театра оперы и балета.
- В 1974 году удостоен звания Народный артист Молдавской ССР.
- В 1974—1975 гг. — преподаватель сольного пения в Кишинёвском институте искусств.
- В 1975—1988 гг. — солист Киевского театра оперы и балета им. Шевченко.

С 1982 г. — педагог, с 1992 г. — профессор Киевской консерватории им. П. И. Чайковского (ныне Национальная музыкальная академия Украины имени П. И. Чайковского). Известные выпускники класса профессора В. Н. Курина: тенора Михаил Вишняк, Александр Гурец, Иосиф Киш, Михаил Мациевский; баритоны Александр Багмат, Александр Бойко, Андрей Евтушенко, Леонид Завирюхин, Павел Зибров, Николай Ильченко, Владимир Капшук, Игорь Мокренко, Валерий Мурга, Владимир Симоненко; басы Дмитрий Агеев, Назар Павленко, Олег Сычев, Леонид Тищенко; сопрано Наталия Кречко (Засл. арт. Украины), Надежда Славинская; меццо-сопрано Ирина Житинская, Анна Лабуть, Вероника Канинская и другие.
В 2000 году удостоен звания Народный артист Украины.
Скончался 13 мая 2005 года. Похоронен на Байковом кладбище в г. Киеве.

## Награды и звания
- Орден Трудового Красного Знамени (1972).
- Народный артист Украины (2000).
- Заслуженный артист Украинской ССР (1964).
- Народный артист Молдавской ССР (1974).
- Орден Юлиуса Фучика (Чехословакия)
- Ордена и медали СССР и Молдавии.
- Почётный стипендиат Фонда «Украина-XXI столетие».

## Творчество

### Оперные партии
- Риголетто («Риголетто» Дж. Верди),
- Граф ди Луна («Трубадур» Дж. Верди),
- Амонасро («Аида» Дж. Верди),
- Жермон («Травиата» Дж. Верди),
- Фигаро («Севильский цирюльник» Дж. Россини),
- Валентин («Фауст» Ш. Гуно),
- Пролог и Тонио («Паяцы» Р. Леонкавалло),
- Остап («Тарас Бульба» Н. Лысенко),
- Султан («Запорожец за Дунаем» А. Гулак-Артемовского),
- Мишук («Тихий Дон» И. Дзержинского),
- Елецкий («Пиковая дама» П. Чайковского),
- Князь («Чародейка» П. Чайковского),
- Мазепа («Мазепа» П. Чайковского) ,
- Грязной («Царская невеста» Н. Римского-Корсакова),
- Князь Игорь («Князь Игорь» А. Бородина) и другие.

### Концертная деятельность
Спел свыше 500 сольных концертов.